# Papaver
Papaver es un género de plantas angiospermas, conocidas comúnmente como amapolas, que pertenecen a la familia Papaveraceae y que se distribuyen por Europa, Asia y Norteamérica.
Las amapolas normalmente son de 4 pétalos, generalmente rojos, aunque pueden aparecer en tonos rosados, blancos o púrpuras. Los pétalos a veces tienen una mancha negra en la base.

## Descripción
Son hierbas anuales, bienales o vivaces, con látex de ordinario blanco y con hojas más o menos divididas, las inferiores pecioladas y las superiores, cuando existen, sésiles. Las flores son actinomorfas, pedunculadas, terminales y solitarias y de capullo colgante. Tienen 2 o 3 sépalos, caedizos en la floración y 4-6 Pétalos, fugaces, de prefloración corrugada, a veces imbricados y de color rojo, naranja, amarillo, blanco o violeta. Los estambres son numerosos, con anteras subglobosas o elipsoides mientras el ovario no tiene estilo, sino un disco apical provisto de 3-18 estigmas radiales. El fruto es una cápsula de forma mazuda a subglobosa, unilocular, falsamente tabicada, casi siempre dehiscente por unos poros situados bajo el disco. Contiene numerosas semillas de 0,5-1,5 mm, reniformes, estriadas o reticuladas, más o menos alveoladas y de diversos colores.

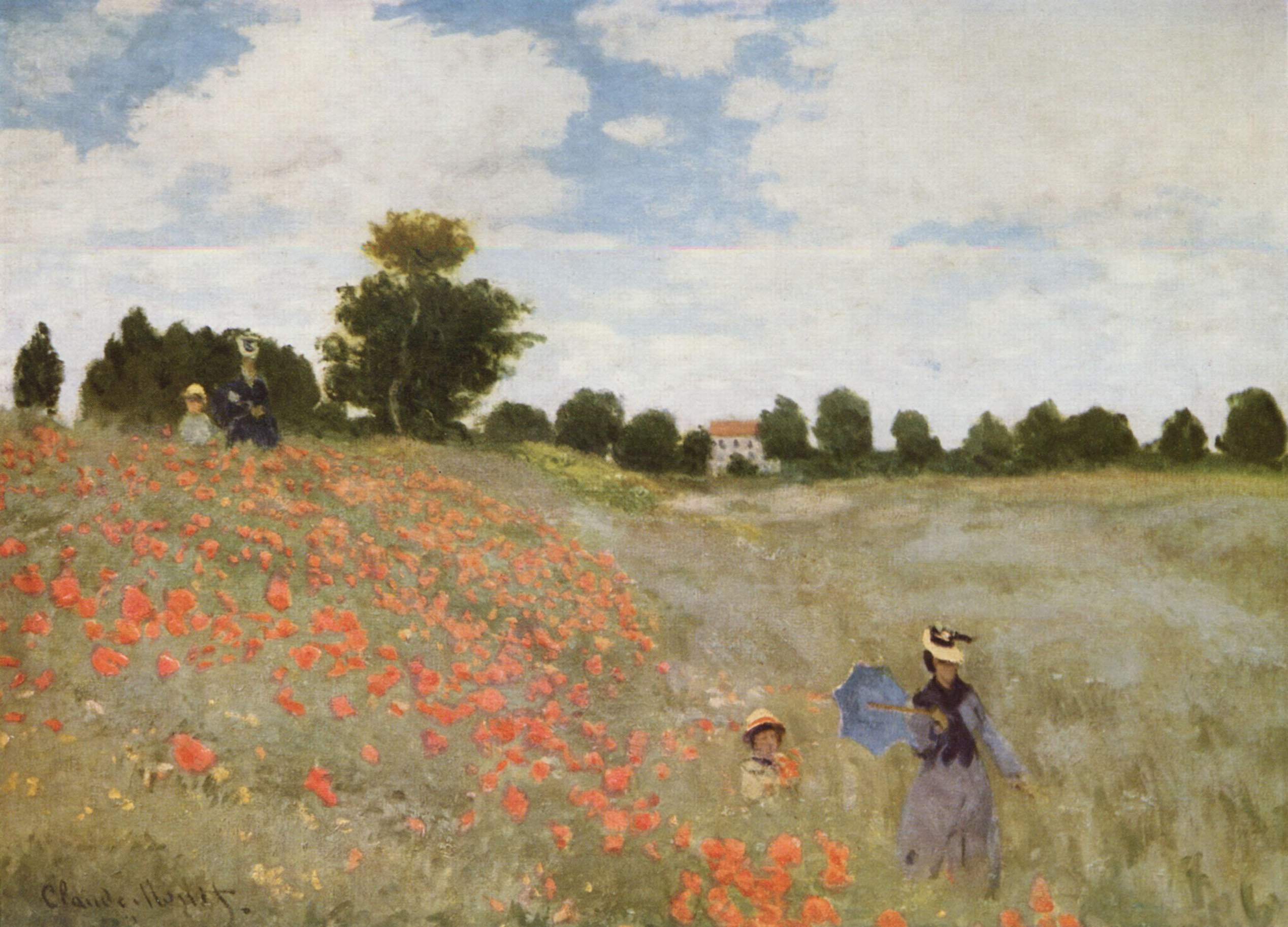
Campo de amapolas en Argenteuil, obra impresionista de Claude Monet, 1873.

Las amapolas silvestres de color rojo intenso, llamadas en francés ponceaus, han dado origen al nombre del color rojo vivo llamado punzó.

## Taxonomía
Las amapolas son plantas herbáceas del género Papaver, conocidas por sus vistosas flores de colores intensos, especialmente rojas. Crecen de forma silvestre en campos y bordes de caminos, y suelen florecer en primavera y principios de verano. Su belleza delicada contrasta con su fragilidad: los pétalos se desprenden con facilidad. Además de su valor ornamental, algunas especies como la Papaver somniferum han sido utilizadas históricamente por sus propiedades medicinales y narcóticas, ya que de ella se extrae el opio, base de ciertos analgésicos. En muchas culturas, la amapola roja también simboliza la memoria y el homenaje a los caídos en guerras.

El género, y muchas de sus especies, fueron establecidas, descritas y magníficamente figuradas por Joseph Pitton de Tournefort que lo publicó en Institutiones Rei Herbariae, vol. 1, p. 237 Archivado el 26 de noviembre de 2016 en Wayback Machine. (con addenda en Corollarium Instituciones Rei Herbarieae, p. 17  Archivado el 26 de noviembre de 2016 en Wayback Machine.) & vol. 3, lám. 119 (flores) Archivado el 26 de noviembre de 2016 en Wayback Machine. y 120 (frutos) Archivado el 26 de noviembre de 2016 en Wayback Machine., en el año 1700; fue validado luego por Carlos Linneo, publicándolo en Species Plantarum, vol 1, p. 506 en 1753 y ampliando y detallando su diagnosis en Genera Plantarum, n.º 573, p. 224, 1754.

## Etimología
Del latín păpāvĕr, vĕris, con el mismo significado. Ya en Catulo, 19,12; Virgilio, Eneida, 4, 486; Plinio el Viejo, Historia Naturalis, 26, 67.

## Especies aceptadas

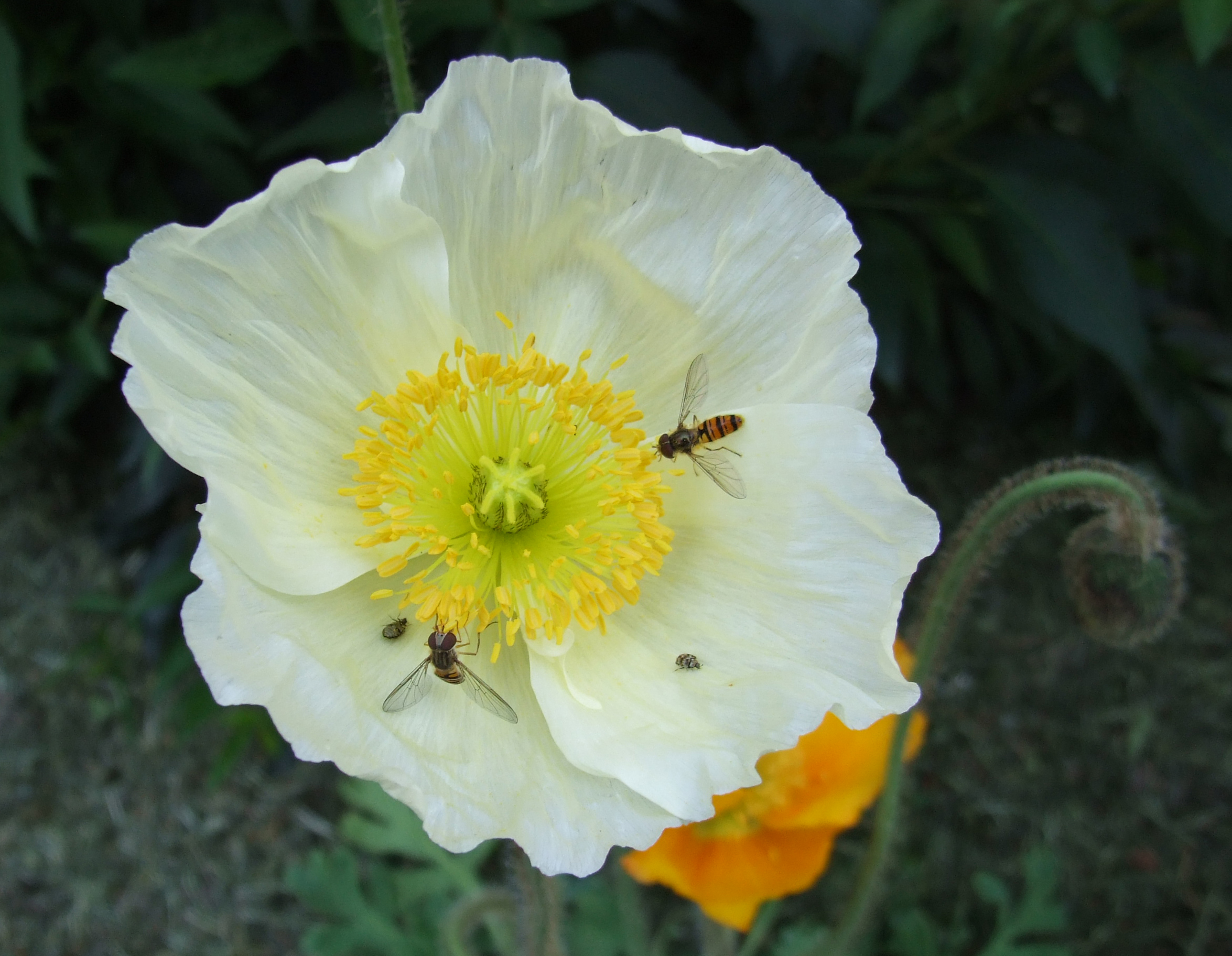
Papaver nudicaule.

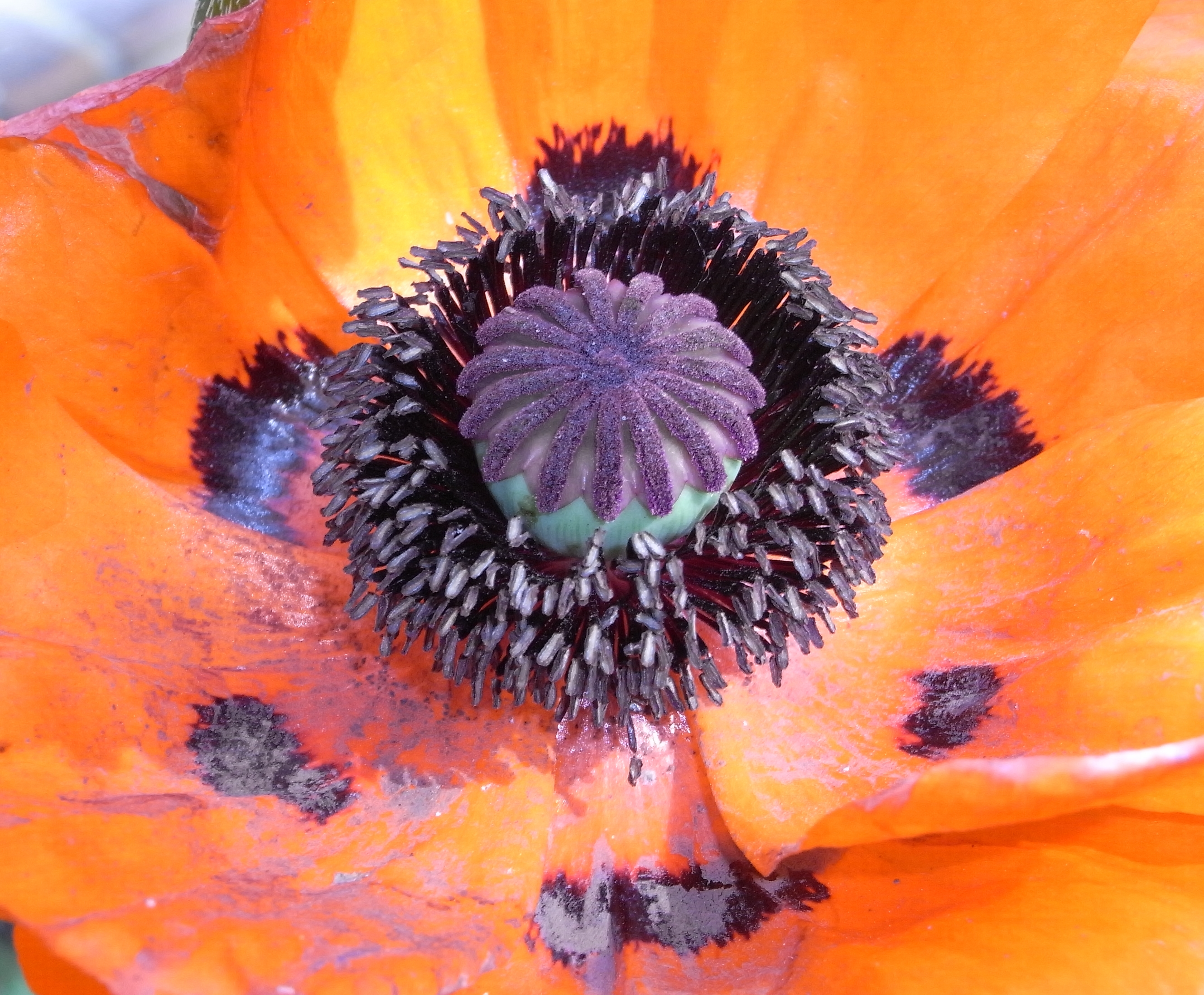
Aparatos reproductores de una amapola (Papaver pseudo-orientale).

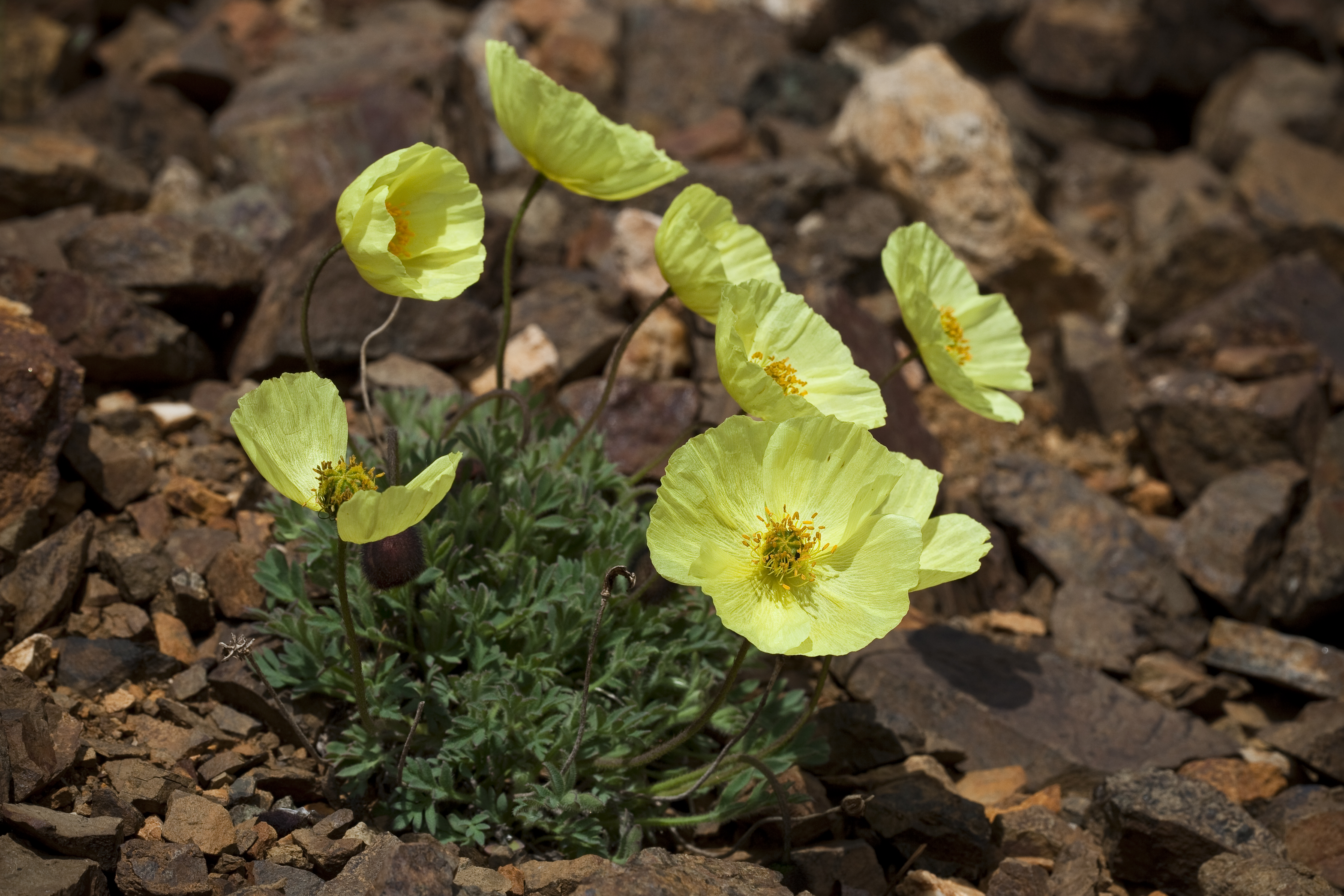
Papaver mcconnellii.

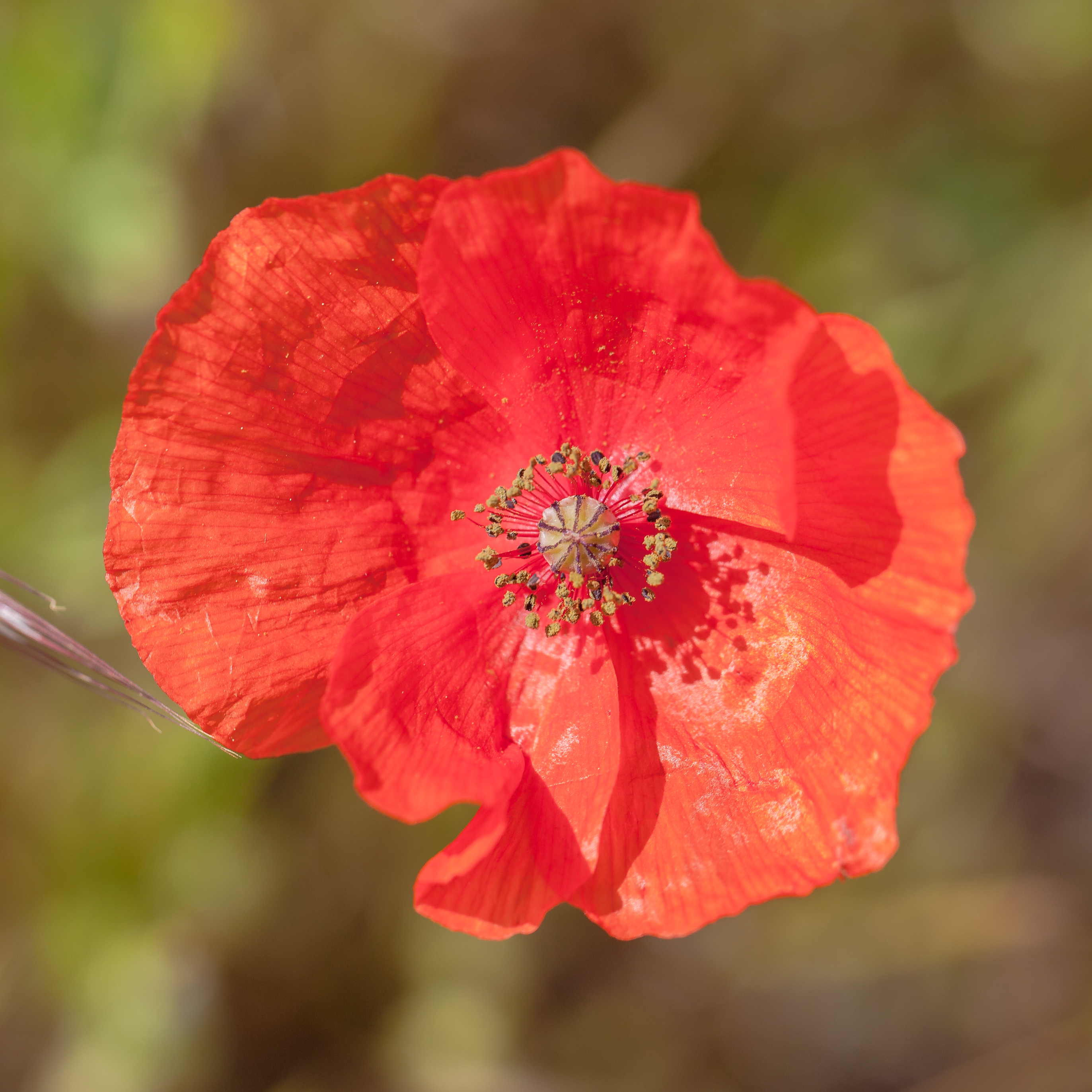
Papaver dubium.

De las más de 400 descritas, de las cuales casi 300 son discutidas y 85 sinónimos, solo 55 están aceptadas:
- Papaver aculeatum Thunb.
- Papaver alboroseum Hultén
- Papaver alpinum L.
- Papaver ambiguum Popov
- Papaver amurense (N.Busch) N. Busch ex Tolm.
- Papaver apulum Ten.
- Papaver arenarium M.Bieb.
- Papaver argemone L.
- Papaver armeniacum (L.) DC.
- Papaver atlanticum Coss.
- Papaver belangeri Boiss.
- Papaver bracteatum Lindl.
- Papaver californicum A.Gray
- Papaver cambricum L.
- Papaver canescens Tolm.
- Papaver chibinense Semenova
- Papaver czekanowskii Tolm.
- Papaver decaisnei Hochst. & Steud. ex Elkan
- Papaver dubium L.
- Papaver fugax Poir.
- Papaver glaucum Boiss. & Hausskn.
- Papaver gorodkovii Tolm. & V.V.Petrovsky
- Papaver guerlekense Stapf
- Papaver heterophyllum (Benth.) Greene
- Papaver humile Fedde
- Papaver hybridum L.
- Papaver labradoricum (Fedde) Solstad & Elven
- Papaver laestadianum Nordh.
- Papaver langeanum Tolm.
- Papaver lapeyrousianum Gutermann ex Greuter & Burdet
- Papaver lapponicum (Tolm.) Nordh.
- Papaver lasiothrix Fedde
- Papaver leiocarpum Popov
- Papaver lujaurense N. Semen.
- Papaver macounii Greene
- Papaver macrostomum Boiss. & A.Huet
- Papaver mcconellii Hultén
- Papaver nudicaule L.
- Papaver ochotense Tolm.
- Papaver orientale L.
- Papaver pavoninum C.A.Mey.
- Papaver pinnatifidum Moris
- Papaver popovii Sipliv.
- Papaver pseudo-orientale Medw.
- Papaver purpureomarginatum Kadereit
- Papaver pygmaeum Rydb.
- Papaver radicatum Rottb.
- Papaver rhoeas L.
- Papaver rubro-aurantiacum Lundstr.
- Papaver rupifragum Boiss. & Reut.
- Papaver schamurinii V.V.Petrovsky
- Papaver setosum Pesckhova
- Papaver somniferum L.
- Papaver tolmachevii Semenova
- Papaver walpolei A.E.Porsild
- Papaver yildirimlii Ertekin

### Especies presentes en España

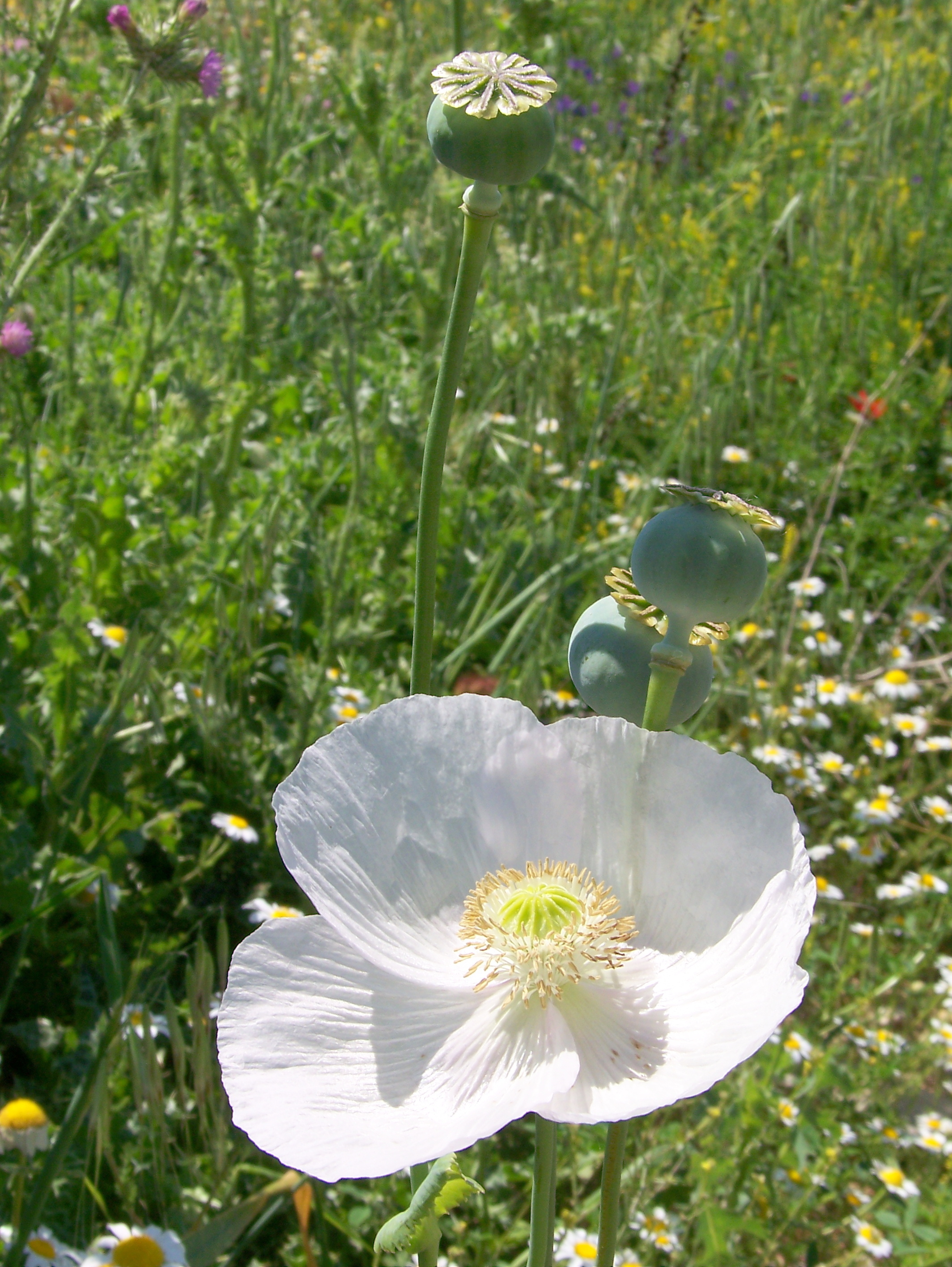
Papaver somniferum (var. blanca) cerca de Madrid

En España se han citado 10 especies, 2 subespecies y 3 híbridos.
- Papaver argemone L., Sp. Pl., 506, 1753
- Papaver aurantiacum Loisel. in J. Bot., 2: 340, 1809 - Dudosa aunque no imposible en el Pirineo gerundense
- Papaver dubium L., Sp. Pl., 1196, 1753
- Papaver hybridum L., Sp. Pl., 506, 1753
- Papaver lapeyrousianum Gutermann in Oesterr. Bot. Z., 122: 268, 1974
- Papaver pinnatifidum Moris, Fl. Sardoa, 1: 74, 183
- Papaver rhoeas L., Sp. Pl., 507, 1753
- Papaver rupifragum Boiss. & Reut., Pugill. Pl. Afr. Bor. Hispan., 6, 1852
- Papaver somniferum L., Sp. Pl. 508, 1753
  - Papaver somniferum subsp. setigerum (DC.), Arcang., Comp. Fl. Ital. 25, 1882
  - Papaver somniferum subsp. somniferum L., Sp. Pl., 508, 1753
- Papaver stipitatum Fedde in Engl., Pflanzenr., 40: 322, 1909  (=Papaver guerlekense Stapf) - Citada recientemente de Menorca sobre la base de un pliego poco maduro; presencia por confirmar. Considerada hasta ahora como un endemismo de una isla del Mar Egeo (Creta).
- Papaver dubium x Papaver rhoeas
- Papaver dubium x Papaver somniferum
- Papaver rhoeas x Papaver somniferum

También están presentes un par de especies asiáticas que se cultivan como ornamentales: Papaver orientale L. y Papaver bracteatum Lindl.